# Colon bidentatum
Colon bidentatum är en skalbaggsart som först beskrevs av Sahlberg 1822.  Colon bidentatum ingår i släktet Colon, och familjen mycelbaggar. Arten är reproducerande i Sverige.